# Lemonbabies
Die Lemonbabies (auch The Lemonbabies) waren eine Popband, die 1989 in Berlin gegründet wurde. Die Band benannte sich nach einer Textilfirma aus den 1960er Jahren.

## Geschichte
Die Band wurde im April 1989 von Diane Weigmann (Gitarre, Gesang) und Julia Gehrmann (Schlagzeug, Keyboard, Gesang) gemeinsam mit ihren Freundinnen Gina V. D’Orio (Bass, Gesang) und Suzie (Schlagzeug) in Berlin gegründet. Noch im selben Jahr stieß Kaja (Bass, Gesang) dazu und Suzie verließ die Gruppe.
Anfänglich ohne Instrumentenkenntnis gestartet, spielte die Band vor allem Songs der Beatles, Girlgroups der 1960er Jahre und anderer Bands jener Zeit aber auch Eigenkompositionen wie Maybe Someday und Stay with Me. Die Gruppe trat in Clubs auf und fand 1991 ein Label (Twang! Records), das ihre Debüt-EP Fresh ’n Fizzy veröffentlichte. Im selben Jahr gewannen sie den Berliner Senatsrockwettbewerb. Alle Bandmitglieder waren nicht älter als 18 Jahre und gingen zu diesem Zeitpunkt noch zur Schule.
Ende 1992 verließ Gina die Band und wurde durch Dodo ersetzt. Nach der Unterzeichnung ihres ersten Major-Plattenvertrags bei Dragnet (Sony Music) im Jahr 1993 erschien Anfang des folgenden Jahres ihr Debütalbum Poeck It. Produziert wurde das Album von Micki Meuser (Ina Deter, Die Ärzte, Silly, Ideal). Im Frühjahr 1994 waren sie die Headliner auf einer Deutschlandtournee und drehten für ihren Song Maybe Someday ein Musikvideo, das von VIVA ausgestrahlt wurde.
1995 wurde Dodo durch die neue Keyboarderin Katy Matthies ersetzt und mit ihr das Album Pussy! Pop eingespielt. Die Single-Auskopplungen Nothing I Can Do und Keep You in My Arms erlangten dabei Popularität. Auf weiteren Deutschland-Tourneen traten die Lemonbabies unter anderem mit den Bates und den Ärzten auf. Außerdem wirkten sie auf dem Tributealbum von letzteren („GötterDÄmmerung“) mit und es gab Auftritte in den Niederlanden und der Schweiz. Die Bassistin Kaja verließ die Band Ende 1996. Für sie kam die damals gerade 18-jährige Barbara Hanff dazu.
Wegen unterschiedlicher Auffassungen über den weiteren Weg trennten sich Band und Plattenfirma 1997. Zusammen mit dem neuen Manager Markus Linde, der sie seinerzeit bei Sony Music unter Vertrag genommen hatte, fand die Band in dem Label Four Music der Fantastischen Vier einen neuen Partner. Mit der neuen Bassistin Barbara Hanff spielten die Lemonbabies Ende 1997 das Album Porno ein, das die Band musikalisch gereifter präsentierte, aber auch durch sein kunstvolles Akt-Cover auffiel. Nach der Veröffentlichung im April 1998 folgten Tourneen nach Italien und Frankreich.
Das Album Now + Forever erschien am 14. April 2000. Als Vorabsingle kam die Auskopplung Carry On heraus. Die Singles Carry On und As Long As You Wait for Me erreichten nicht die erhofften Verkaufszahlen, obwohl durch Tourneen und Fernsehauftritte unter anderem in der TV-Serie Lindenstraße die Bekanntheit stieg. Die Band spielte Konzerte in Deutschland, Österreich, Schweiz, Frankreich, Türkei und Italien.
Im Jahr 2002 legte sie eine unbefristete Pause ein, um sich individueller Lebensplanung zuzuwenden. Der Musik sind drei Mitglieder erhalten geblieben: Katy Matthies spielt in der Berliner Band ¡Más Shake! und arbeitet als Kommunikations- und Ausstellungsdesignerin (Studio Kaiser Matthies), Barbara Hanff hatte einige Jahre ihre Band Team Blender und arbeitet nun ebenfalls als Kommunikationsdesignerin und Diane Weigmann hat als deutschsprachige Solo-Künstlerin nach dem Charterfolg ihrer Debütsingle Das Beste auch mit ihrem Album die deutschen Charts erreicht. Die drei Künstlerinnen arbeiten in verschiedenen kreativen Belangen (Artwork, Website) nach wie vor zusammen.

## Diskografie
- 1991: Fresh ’n Fizzy (EP)
- 1994: Poeck It (Album)
- 1995: Pussy! Pop (Album)
- 1998: Porno. (Album)
- 2000: Now + Forever (Album)